# Шекшовское сельское поселение
Шекшовское сельское поселение — муниципальное образование в юго-восточной части Гаврилово-Посадского района Ивановской области с центром в селе Шекшово.

## История
Шекшовское сельское поселение образовано 11 января 2005 года в соответствии с Законом Ивановской области № 4-ОЗ.

## Население
| 2002  | 2010  | 2011  | 2012  | 2013  | 2014  | 2015  |
| ----- | ----- | ----- | ----- | ----- | ----- | ----- |
| 3100  | ↘2639 | ↘2622 | ↗2643 | ↗2646 | ↗2667 | ↘2595 |
| 2016  | 2017  | 2018  | 2019  | 2020  | 2021  |       |
| ↘2569 | ↘2562 | ↘2554 | ↘2550 | ↘2520 | ↘1458 |       |

## Состав сельского поселения
| №  | Населённый пункт    | Тип населённого пункта       | Население |
| -- | ------------------- | ---------------------------- | --------- |
| 1  | Бородино            | село                         | ↗1332     |
| 2  | Давыдовское Большое | село                         | ↘5        |
| 3  | Давыдовское Малое   | село                         | ↘11       |
| 4  | Жадинское           | село                         | ↘1        |
| 5  | Иваньково           | село                         | ↘17       |
| 6  | Калистово           | деревня                      | ↘0        |
| 7  | Козлово             | село                         | ↘25       |
| 8  | Непотягово          | село                         | ↘311      |
| 9  | Подолец             | село                         | ↘90       |
| 10 | Ратницкое           | село                         | ↘269      |
| 11 | Хлябово             | деревня                      | ↘3        |
| 12 | Шекшово             | село, административный центр | ↘572      |
| 13 | Шухра               | деревня                      | ↘3        |

## Экономика
Наиболее крупными предприятиями являются сельскохозяйственные кооперативы «Рассвет», «Родина» и «Заря». Действует исправительное учреждение ФБУ ИК 10.

## Интересные факты
В 2011 году во время исследования остатков средневекового могильника у села Шекшово был найден, сильно повреждённый коррозией, боевой топор со следами серебряной инкрустации. При реставрации на нём, впервые для подобных находок, были обнаружены знаки Рюриковичей. После детального изучения находки, было высказано предположение о принадлежности топорика дружиннику ростовского князя Бориса Владимировича.